# Jeff Jacques
Jeffrey Jacques (* 4. April 1953 in Preston, Ontario) ist ein ehemaliger kanadischer Eishockeyspieler, der während seiner Karriere unter anderem für die Toronto Toros und Birmingham Bulls in der World Hockey Association spielte.

## Karriere
Jeff Jacques spielte zunächst von 1970 bis 1973 für die St. Catharines Black Hawks in der Ontario Hockey Association, bei denen der Flügelstürmer in der Saison 1972/73 als Mannschaftskapitän aktiv war. Zuvor hatte sich der Kanadier im Sommer 1972 einer Knieoperation unterziehen müssen. Beim NHL Amateur Draft 1973 wählten ihn die California Golden Seals in der dritten Runde an Position 34 aus, während sich die Winnipeg Jets beim WHA Amateur Draft 1973 die Rechte an Jacques für die World Hockey Association sicherten. Die Saison 1973/74 verbrachte der Rechtsschütze bei den Jacksonville Barons in der American Hockey League. In der darauffolgenden Spielzeit stand Jacques zunächst für die Mohawk Valley Comets in der North American Hockey League auf dem Eis, bevor der Offensivakteur im Saisonverlauf erstmals in den Kader der Toronto Toros berufen wurde. Am 12. Januar 1975 debütierte er für die Toros in der World Hockey Association und war in der Partie gegen die Houston Aeros mit vier Treffern zum 7:4-Sieg für die Toros erfolgreich. Drei Tore erzielte Jacques im letzten Drittel.
Seine erste Saison in Toronto beendete der Kanadier mit einer Bilanz von 24 Punkten in 47 Begegnungen. In der Spielzeit 1975/76 absolvierte der Stürmer unter Cheftrainer Bobby Baun seine persönlich erfolgreichste Saison und beendete die Regular Season mit 50 Scorerpunkten in 81 Partien. Im Anschluss wurde das Franchise nach Birmingham, Alabama, verlegt und Jacques bestritt noch eine volle Saison in der WHA für die Birmingham Bulls. Im September 1977 wurde er gemeinsam mit Lou Nistico im Austausch für Pete Laframboise, Danny Arndt und Chris Evans zu den Edmonton Oilers transferiert, für die der Kanadier nie auflief. Stattdessen bestritt er in der Saison 1977/78 noch elf Partien für die Amateurmannschaft Brantford Alexanders, ehe der Angreifer seine Karriere beendete.